# Discografia lui Emil Gavriș
Discografia cântărețului Emil Gavriș cuprinde discuri de gramofon, viniluri, benzi de magnetofon, CD-uri, DVD-uri, ce conțin înregistrări efectuate în România la casa de discuri Electrecord și la Societatea Română de Radiodifuziune.

## Discuri Columbia[1]
| An   | Număr de catalog | Format                 | Piese                                                   | Acompaniament                |
| 1949 | DR 441           | shellac, 25 cm, 78 RPM | Pe Mureș și pe Târnave Câtu-i Maramureșu și Joc din Oaș | orchestra Ion Luca-Bănățeanu |
| 1949 | DR 442           | shellac, 25 cm, 78 RPM | Ține, Doamne, poștele Codrule, frunză galbenă           | orchestra Ion Luca-Bănățeanu |

## Discuri Electrecord
| An   | Număr de catalog                              | Format                   | Piese | Acompaniament |
| 1950 | EPA 1768                                      | shellac, 25 cm, 78 RPM   | 1. Hai la horă 2. Mi-a zis mama să mă-nsor | Orch. Comit. de Radio, dirijor Nicu Stănescu (1) Orchestra pop. a S.P.C., dirijor Grigore Albin (2) |
| 1950 | EPA 1789                                      | shellac, 25 cm, 78 RPM   | Bine-i în gospodărie (folclor nou) | Orch. Comit. de Radio, dir. I. Luca-Bănățeanu |
| 1951 | EPA 1811                                      | shellac, 25 cm, 78 RPM   | Joc din Bixad Na, na, na și la mândra | Orchestra „Carpați”, dirijor Ion Luca-Bănățeanu |
| 1953 | EPB 5024                                      | shellac, 30 cm, 78 RPM   | Foicică verde de stejar (Când am plecat în armată) | Orch. Comit. de Radio, dir. I. Luca-Bănățeanu |
| 1954 | EDA 1825                                      | shellac, 25 cm, 78 RPM   | Macină mai iute moară (c. Ion Vasilescu) | Orchestra de estradă Radio, dirijor N. Patrichi |
| 1954 | EPA 1838                                      | shellac, 25 cm, 78 RPM   | Fecioreasca și Joc de nuntă (reg. Baia Mare) | orchestra dirijată de Emil Gavriș |
| 1954 | EXA 1839                                      | shellac, 25 cm, 78 RPM   | Joc de bucurie (c. Ion Vasilescu) | O.M.P.R., dirijor Victor Predescu |
| 1954 | EPA 1874                                      | shellac, 25 cm, 78 RPM   | 1. Măruț roșu din Săcri (folclor nou) 2. Leliță secerătoare | O.M.P.R., dirijor Victor Predescu (1) O.M.P.R., dirijor Ion Luca-Bănățeanu (2) |
| 1956 | EPA 2105                                      | shellac, 25 cm, 78 RPM   | Cântec satiric din Bihor | Orchestra „Electrecord”, dirijor Ionel Budișteanu |
| 1956 | EPA 2107                                      | shellac, 25 cm, 78 RPM   | Vine ploaia de la Cluj | Orchestra „Electrecord”, dirijor Ionel Budișteanu |
| 1956 | EPA 2109                                      | shellac, 25 cm, 78 RPM   | Cântec cu strigături din Ardeal | Orchestra „Electrecord”, dirijor Ionel Budișteanu |
| 1956 | EPA 2110                                      | shellac, 25 cm, 78 RPM   | Mocăncuța | Orchestra „Electrecord”, dirijor Ionel Budișteanu |
| 1956 | EPA 2196                                      | shellac, 25 cm, 78 RPM   | Câte boale are mândra Pavele, Pavele | Orchestra „Electrecord”, dirijor Ionel Budișteanu |
| 1956 | EPC 106                                       | vinil, 17 cm, 33 RPM     | 4. Pavele, Pavele | Orchestra „Electrecord”, dirijor Ionel Budișteanu |
| 1956 | EPC 109                                       | vinil, 17 cm, 33 RPM     | 3. Cântec cu strigături | Orchestra „Electrecord”, dirijor Ionel Budișteanu |
| 1956 | EPA 2220                                      | shellac, 25 cm, 78 RPM   | Ia mai zi-i măi din vioară Drăguț car cu patru boi | Orchestra „Electrecord”, dirijor Ionel Budișteanu |
| 1956 | EPA 2266                                      | shellac, 25 cm, 78 RPM   | Câtu-i Maramureșul | O.M.P.R., dirijor Nicu Stănescu |
| 1956 | EPA 2270                                      | shellac, 25 cm, 78 RPM   | Foaie verde bob arău | O.M.P.R., dirijor Victor Predescu |
| 1956 | EPA 2292                                      | shellac, 25 cm, 78 RPM   | Lele dunăreancă (cântec bănățean) | O.M.P.R., dirijor Ion Luca-Bănățeanu |
| 1957 | EPA 2348                                      | shellac, 25 cm, 78 RPM   | Mă-nsurai, luai nevastă (cântec satiric) Zi-i băiete, zi-i! | Orchestra „Electrecord”, dirijor Ionel Budișteanu |
| 1957 | EPA 2349                                      | shellac, 25 cm, 78 RPM   | Mocăneasca Sălăjana | Orchestra „Electrecord”, dirijor Ionel Budișteanu |
| 1958 | EPA 2460                                      | shellac, 25 cm, 78 RPM   | Anaida și danaida Mureșanca | Orchestra „Electrecord”, dirijor Costică Dinicu |
| 1958 | EPA 2461                                      | shellac, 25 cm, 78 RPM   | Mărioară, Mărioară (cântec satiric) Vai săracu poienaru (cântec ciobănesc) | Orchestra „Electrecord”, dirijor Costică Dinicu |
| 1958 | EPC 143                                       | vinil, 17 cm, 33 RPM     | 4. Marioară, Marioară (cântec satiric) | Orchestra „Electrecord”, dirijor Costică Dinicu |
| 1958 | EPC 149                                       | vinil, 17 cm, 33 RPM     | 3. Anaida și danaida | Orchestra „Electrecord”, dirijor Costică Dinicu |
| 1958 | EPA 2558                                      | shellac, 25 cm, 78 RPM   | Joacă mândră, joacă tu | Orchestra „Electrecord”, dirijor Ionel Budișteanu |
| 1958 | EPA 2562                                      | shellac, 25 cm, 78 RPM   | Cântec din Maramureș (Tri, tri, tri) Învârtita de la Sibiu (Feciorii din Rășinari) | Orchestra „Electrecord”, dirijor Ionel Budișteanu |
| 1958 | EPA 2595                                      | shellac, 25 cm, 78 RPM   | Fă-mă maică flori de fân (învârtită) | Orchestra „Electrecord”, dirijor Ionel Budișteanu |
| 1958 | EPA 2596                                      | shellac, 25 cm, 78 RPM   | U-iu-iu bine-i la joc | Orchestra „Electrecord”, dirijor Ionel Budișteanu |
| 1958 | EPA 2598                                      | shellac, 25 cm, 78 RPM   | Dragă mi-e lelița-n joc | Orchestra „Electrecord”, dirijor Ionel Budișteanu |
| 1958 | EPA 2632                                      | shellac, 25 cm, 78 RPM   | Ca la Bihor | Orchestra „Electrecord”, dirijor Nicu Stănescu |
| 1959 | EPA 2670                                      | shellac, 25 cm, 78 RPM   | Hop mândruțo (joc ardelenesc) | Orchestra „Electrecord”, dirijor Nicu Stănescu |
| 1959 | EPA 2692                                      | shellac, 25 cm, 78 RPM   | Când eram eu băietan (cântec oltenesc) | Orchestra „Electrecord”, dirijor Nicu Stănescu |
| 1959 | EPA 2718                                      | shellac, 25 cm, 78 RPM   | Vin ciobanii (prelucrare de Emil Gavriș) | Orchestra „Electrecord”, dirijor Ionel Budișteanu |
| 1959 | EPA 2789                                      | shellac, 25 cm, 78 RPM   | Zis-a mândra (cântec din Țara Oașului) | Orchestra „Electrecord”, dirijor Nicu Stănescu |
| 1959 | EPA 2791                                      | shellac, 25 cm, 78 RPM   | Mi se duce mândra-n luncă (reg. Pitești) | Orchestra „Electrecord”, dirijor Nicu Stănescu |
| 1959 | EPC 161                                       | vinil, 17 cm, 33 RPM     | 1. Dragă mi-e lelița-n joc | Orchestra „Electrecord”, dirijor Ionel Budișteanu |
| 1959 | EPC 170                                       | vinil, 17 cm, 33 RPM     | 2. Mă-nsurai, luai nevastă (cântec satiric) 3. Pavele, Pavele | Orchestra „Electrecord”, dirijor Ionel Budișteanu |
| 1960 | EPA 2872                                      | shellac, 25 cm, 78 RPM   | Drag mi-e jocul românesc | Orchestra „Electrecord”, dirijor Ionel Budișteanu |
| 1960 | EPC 219                                       | vinil, 17 cm, 33 RPM     | 4. Drag mi-e jocul românesc | Orchestra „Electrecord”, dirijor Ionel Budișteanu |
| 1961 | EPE 052                                       | vinil, LP, 30 cm, 33 RPM | 13. Cântec din Maramureș (Tri, tri, tri) | Orchestra „Electrecord”, dirijor Ionel Budișteanu |
| 1961 | EPA 3065                                      | shellac, 25 cm, 78 RPM   | Măruț roșu dintre vii | O.M.P.R., dirijor Victor Predescu |
| 1962 | EPA 3132                                      | shellac, 25 cm, 78 RPM   | Grâușor din Bărăgan | O.M.P.R., dirijor Radu Voinescu |
| 1962 | 45-EPC 333                                    | vinil, 17 cm, 45 RPM     | 1. Ce fericiți am fi împreună (romanță) (m. Emil Gavriș - t. Alexandru Vlahuță) | O.M.P.R., dirijor Radu Voinescu |
| 1962 | EPD 1007 Muzică populară transilvăneană       | vinil, LP, 25 cm, 33 RPM | 3. Drag mi-i jocul românesc | orchestra Ionel Budișteanu |
| 1962 | EPE 0108 Muzică populară ardelenească         | vinil, LP, 25 cm, 33 RPM | 4. Moruț roșu dintre vii | orchestra Ionel Budișteanu |
| 1965 | EPC 655                                       | vinil, 17 cm, 33 RPM     | 1. Cântec de pe Someș 2. Eu-s ciobanul muntelui 3. Mândruliță de sub codru 4. După mure | orchestra Nicu Stănescu |
| 1967 | EPC 908                                       | vinil, 17 cm, 33 RPM     | 1. Cine-o făcut crâșma-n drum 2. Dunța 3. Mă dusei într-o grădiniță 4. Ce stai mândră supărată | orchestra Florian Economu |
| 1967 | EPE 0281 Muzică populară transilvăneană       | vinil, LP, 30 cm, 33 RPM | 7. Anaida și danaida 12. După mure | orchestra Constantin Dinicu (7) orchestra Nicu Stănescu (12) |
| 1969 | EPC 10.047                                    | vinil, 17 cm, 33 RPM     | 1. Dragostea e fără leac 2. De ce joc aș mai juca 3. Io-s oșan 4. Ceteră din lemn de munte | orchestra Nicu Stănescu |
| 1983 | EPE 02414                                     | vinil, LP, 30 cm, 33 RPM | 1. Place-mi mie veselia 2. Danțu de la Rășinari 3. Jocul bătrânilor 4. Meșterul Manole 5. Zis-a mândra 6. Ceteră din lemn de munte 7. Dunța 8. Horea păcurarului 9. Na, na, na și la mândra 10. Ce fericiți am fi împreună 11. S-ar ținea mândra de lume | O.M.P.R., dirijori: George Vancu (1-3, 5, 7-9), Nelu Stan (4, 6), Radu Voinescu (10), Victor Predescu (11) |
| 1983 | ST-EPE 02567 Autografe muzicale               | vinil, LP, 30 cm, 33 RPM | 4. Dunța | orchestra Florian Economu |
| 1996 | STC 001114 Bijuterii folclorice. Transilvania | casetă audio             | 7. Anaida și danaida 12. După mure | orchestra Constantin Dinicu (7) orchestra Nicu Stănescu (12) |
| 2012 | EDC 1087 Mândru fecior din Chelința           | compact disc             | 1. Eu-s ciobanul muntelui 2. După mure 3. Cântec din Rășinari (M-o făcut maica să joc) 4. Cântec satiric din Bihor (Fetele din satul meu) 5. Mocăncuța (Mocăncuță de la oi) 6. Ia mai zi măi, din vioară! 7. Doina din Chelința 8. Cântec de pe Someș 9. Dragostera e fără leac (Inima, inima mea) 10. Anaida și danaida 11. Cine-o făcut crâșma-n drum 12. Dunța 13. Vine ploaia de la Cluj 14. Pavele, Pavele 15. Ca la Bihor 16. Câtu-i Maramureșu' 17. Draga mi-e lelița-n joc 18. Jocul bătrânilor din Chelința 19. Câtă boală are mândra 20. Ceteră din lemn de munte 21. Drăguț car cu patru boi 22. Fă-mă maică flori de fân 23. Tri, tri, tri (Cântec din Maramureș) 24. Învârtita de la Sibiu (Feciorii din Rășinari) 25. Zi-i băiete, zi-i! 26. Amintiri, flori de gând (E. Gavriș / T. Vizitiu) | orchestra Nicu Stănescu (1, 2, 8, 9, 20), orchestra Florian Economu (11,12), Orchestra de muzică populară „Electrecord”, dirijori: Ionel Budișteanu (3-6, 13, 14, 17, 19, 21-25), Costică Dinicu (10), Nicu Stănescu (15), O.M.P.R., dirijori: George Vancu (7, 18), Victor Predescu (16), Marius Olmazu (26) |

## Discuri Supraphon
| An   | Număr de catalog                       | Format           | Piese                                | Acompaniament                                       |
| 1950 | 47149                                  | vinil, LP, 25 cm | Dragostea din ce-i făcută (Hai, hai) | orchestră populară                                  |
| 1956 | LPM 287 Rumanian Folk Songs and Dances | vinil, LP, 25 cm | 1. Cântecul de pe Mureș              | Orchestra „Barbu Lăutaru”, dirijor Ionel Budișteanu |

## ÎnregistrăriRadio România
Toate înregistrările lui Emil Gavriș din Fonoteca Radio România au fost efectuate pe benzi de magnetofon.
| Anul înreg. | Piese | Acompaniament                                                             | Note                                  |
| 1950        | Mi-a zis mama să mă-nsor                                                                                                 | Orchestra populară a Sfatului Popular al Capitalei, dirijor Grigore Albin | transpusă și pe discul EPA 1768       |
| 1950        | Pe Mureș și pe Târnavă                                                                                                   | Orchestra populară a Sfatului Popular al Capitalei, dirijor Grigore Albin | —                                     |
| 1950        | Joc din Maramureș (Mândrule de pe Mara)                                                                                  | Orchestra populară a Sfatului Popular al Capitalei, dirijor Grigore Albin | —                                     |
| 1950        | Câtu-i Maramureșu' (1)                                                                                                   | O.M.P.R., dirijor Nicu Stănescu                                           | transpusă și pe discul EPA 2266       |
| 1950        | Hai la horă | O.M.P.R., dirijor Nicu Stănescu                                           | transpusă și pe discul EPA 1768       |
| 1951        | Joc din Bixad Na, na, na și la mândra (1)                                                                                | Orchestra „Carpați”, dirijor Ion Luca-Bănățeanu                           | transpuse și pe discul EPA 1811       |
| 1951(?)     | Bine-i în gospodărie (folclor nou)                                                                                       | O.M.P.R., dirijor Ion Luca-Bănățeanu                                      | transpusă și pe discul EPA 1789       |
| 1951(?)     | Foicică verde de stejar (Când am plecat în armată)                                                                       | O.M.P.R., dirijor Ion Luca-Bănățeanu                                      | transpusă și pe discul EPB 5024       |
| 1951(?)     | Lele dunăreancă (cântec bănățean)                                                                                        | O.M.P.R., dirijor Ion Luca-Bănățeanu                                      | transpusă și pe discul EPA 2221       |
| 1951(?)     | Leliță secerătoare | O.M.P.R., dirijor Ion Luca-Bănățeanu                                      | transpusă și pe discul EPA 1874       |
| 1952(?)     | Foaie verde bob arău (Mare-i dealul la Bacău)                                                                            | O.M.P.R., dirijor Victor Predescu                                         | transpusă și pe discul EPA 2270       |
| 1952(?)     | Măruț roșu din Săcri (folclor nou)                                                                                       | O.M.P.R., dirijor Victor Predescu                                         | transpusă și pe discul EPA 1874       |
| 1952(?)     | Joc de bucurie | O.M.P.R., dirijor Victor Predescu                                         | transpusă și pe discul EXA 1839       |
| 1954(?)     | De-ar fi mândra-n sat cu mine Frunză verde de gorun (Ieși, mândruțo, până-n drum)                                        | Orchestra „Carpați”, dirijor Valeriu Vărzaru                              | —                                     |
| 1954        | Macină mai iute moară | Orchestra de estradă Radio, dirijor N. Patrichi                           | transpusă și pe discul EDA 1825       |
| 1961        | Măruț roșu dintre vii | O.M.P.R., dirijor Victor Predescu                                         | transpusă și pe discul EPA 3065       |
| 1962        | Ce fericiți am fi împreună                                                                                               | O.M.P.R., dirijor Radu Voinescu                                           | m. Emil Gavriș / t. Alexandru Vlahuță |
| 1962        | Grâușor din Bărăgan | O.M.P.R., dirijor Radu Voinescu                                           | transpusă și pe discul EPA 3132       |
| 1963        | Câtu-i Maramureșu' (2) Dragă mi-e lelița-n joc (2) S-ar ținea mândra de lume (Anaida și danaida)                         | O.M.P.R., dirijor Victor Predescu                                         | —                                     |
| 1967        | Cântec de pahar (Dă-i cu șprițul pân' la ziuă) Dragă mi-e lelița-n joc (3)                                               | O.M.P.R., dirijor George Vancu                                            | —                                     |
| 1968        | Doina din Chelința Jocul bătrânilor din Chelința Jocul Crenguța                                                          | O.M.P.R., dirijor George Vancu                                            | interpretare la vioară                |
| 1971        | Ceteră din lemn de munte Meșterul Manole                                                                                 | O.M.P.R., dirijor Nelu Stan                                               | —                                     |
| 1980        | Na, na, na și la mândra (2)                                                                                              | O.M.P.R., dirijor George Vancu                                            | —                                     |
| 1982        | Danțu de la Rășinari Dunța Horea păcurarului Mărie, dragă Mărie Place-mi mie veselia U-iu-iu, bine-i la joc Zis-a mândra | O.M.P.R., dirijor George Vancu                                            | —                                     |
| 1984(?)     | Amintiri, flori de gând (romanță)                                                                                        | O.M.P.R., dirijor Marius Olmazu                                           | m. Emil Gavriș / t. Traian Vizitiu    |

## TVR Media
Filmările lui Emil Gavriș au fost realizate de Televiziunea Română (TVR), în studiourile instituției.
Aceste filmări au început a fi editate pentru prima oară, pe suport DVD, începând cu anul 2006 de casa de producție a Televiziunii Române, TVR Media.
| An apariție | Titlu DVD                           | Piese                      | Acompaniament                         | Interpretare    | Note                                       |
| 2005        | Cântece de viață lungă              | 1. Cu lăutarii după mine   | —                                     | playback        | Ion Vasilescu — Eugen I. Mirea             |
| 2006        | Maeștrii muzicii populare românești | 17. Io-s hoțean făcut așe  | orchestra Marius Olmazu               | live            | titlu corect: Io-s oșan făcut așe          |
| 2006        | Maeștrii muzicii populare românești | 18. Vai, săracu' poienaru' | orchestră dirijată de Victor Predescu | playback        | din filmul „Barbu Lăutaru” (1958)          |
| 2006        | Maeștrii muzicii populare românești | 19. Joc - instrumental     | orchestra Emil Gavriș                 | live, la vioară | titlu corect: Brâu și joc de doi din Banat |

## Resurse bibliografice
- Catalogul plăcilor de gramofon, Electrecord, București, 1955
- Catalogul general, Electrecord, București, 1958
- Supliment Catalog (iulie, august, septembrie), Electrecord, București, 1960
- Catalog de discuri. Electrecord, Electrecord, Ediția IV, București, 1968
- Cosma, Viorel: Lăutarii de ieri și de azi, ediția a II-a, Editura „Du Style”, București, 1996